# Чернова, Екатерина Пахомовна
Екатерина Пахомовна Чернова (1808 — после 1870 года) — русская дворянка, младшая сестра Константина Чернова, убитого на известной дуэли её женихом Владимиром Новосильцевым, который спустя некоторое время умер от ран.

## Биография
Екатерина Пахомовна родилась в семье небогатого дворянина Пахома Кондратьевича Чернова и его супруги Аграфены Григорьевны Радыгиной.
Воспитывалась в Смольном институте благородных девиц.
Екатерина Пахомовна Чернова была невестой флигель-адъютанта Владимира Новосильцева, их свадьба была назначена на январь 1825 года. Против их свадьбы выступила мать жениха Екатерина Владимировна, урождённая графиня Орлова, которая считала Чернову недостаточно родовитой дворянкой. Под давлением матери Новосильцев отказался от данного слова невесте, что вызвало возмущение её старшего брата Константина Чернова, который сказал ему, чтобы тот избегал встреч с его сестрой.
5 сентября 1825 года на балу в честь именин императрицы Елизаветы Алексеевны Екатерина была приглашена Новосильцевым на мазурку, но станцевав один тур, сказала: «Довольно». Новосильцев проводил её до стула и хотел начать с ней разговор, но подошедший сзади Константин Чернов помешал ему, вызвав на разговор. Они договорились о дуэли, которая произошла между ними через несколько дней; на дуэли они получили смертельные раны, от которых скончались спустя несколько дней.
В 1832 году, в возрасте 24 лет, Екатерина вышла замуж за полковника Николая Михайловича Лемана, в браке с которым у неё было восемь детей. Одна из дочерей, Елизавета (1838—1913) была замужем за крупным производителем российского фарфора Павлом Петровичем Гарднером (1826—1869) и продала мануфактуру «Гарднер» после его смерти.
Точная дата её смерти неизвестна, по некоторым данным она скончалась в 1870-х годах или позже.

## Отзывы современников
Жандр, Андрей Андреевич:

Я знавал ее, она была очень хороша, можно сказать, красавица.— 
Московский почт-директор Александр Яковлевич Булгаков, писал своему брату Константину в Петербург:
«Похороны Чернова доказывают, что он был в полку любим, да и вообще хвалят его все, а о сестре слышал я, что она идет в монастырь, а я желал бы лучше, чтобы представился вдруг неожиданно хороший жених: она бы этого стоила».